# Atactopsis
Atactopsis – rodzaj muchówek z rodziny rączycowatych (Tachinidae).

## Wybrane gatunki
- A. facialis Townsend, 1917
- A. reinhardi Sabrosky & Arnaud, 1965[1]